# Carmel (Indiana)
Carmel é uma cidade localizada no estado americano de Indiana, no Condado de Hamilton.

## Demografia
Segundo o censo americano de 2020, a sua população era de 99757 habitantes.

## Geografia
De acordo com o United States Census Bureau tem uma área de
46,4 km², dos quais 46,1 km² cobertos por terra e 0,3 km² cobertos por água. Carmel localiza-se a aproximadamente 253 m acima do nível do mar.

## Localidades na vizinhança
O diagrama seguinte representa as localidades num raio de 12 km ao redor de Carmel.